# Montechiarugolo
Montechiarugolo (parmsky: Monc'rùggol) je comune (obec) v Parmské provincii v italském regionu Emilia-Romagna, nacházející se asi 80 kilometrů severozápadně od Bologny a asi 13 kilometrů jihovýchodně od Parmy.
Montechiarugolo sousedí s následujícími obcemi: Montecchio Emilia, Parma, San Polo d'Enza, Sant'Ilario d'Enza, Traversetolo. Je členem sdružení I Borghi più belli d'Italia („ Nejkrásnější historická sídla v Itálii“).

## Partnerská města
- Izola, Slovinsko